# Campionati del mondo di ciclocross - Gara femminile Under-23
La gara femminile Under-23 è una delle prove disputate durante i campionati del mondo di ciclocross. Riservata ad atlete di età compresa tra 19 e 22 anni, si è svolta per la prima volta nel 2016.

## Albo d'oro
Aggiornato all'edizione 2024.
| Anno | Vincitrice               | Seconda                    | Terza                      |
| ---- | ------------------------ | -------------------------- | -------------------------- |
| 2016 | Evie Richards            | Nikola Nosková             | Maud Kaptheijns            |
| 2017 | Annemarie Worst          | Ellen Noble                | Evie Richards              |
| 2018 | Evie Richards            | Ceylin del Carmen Alvarado | Nadja Heigl                |
| 2019 | Inge van der Heijden     | Fleur Nagengast            | Ceylin del Carmen Alvarado |
| 2020 | Marion Norbert-Riberolle | Kata Blanka Vas            | Anna Kay                   |
| 2021 | Fem van Empel            | Aniek van Alphen           | Kata Blanka Vas            |
| 2022 | Puck Pieterse            | Shirin van Anrooij         | Fem van Empel              |
| 2023 | Shirin van Anrooij       | Zoe Bäckstedt              | Kristýna Zemanová          |
| 2024 | Zoe Bäckstedt            | Kristýna Zemanová          | Leonie Bentveld            |

## Medagliere
| Pos.   | Nazione       | Oro | Argento | Bronzo | Totale |
| ------ | ------------- | --- | ------- | ------ | ------ |
| 1      | Paesi Bassi   | 5   | 4       | 4      | 13     |
| 2      | Gran Bretagna | 3   | 1       | 2      | 6      |
| 3      | Francia       | 1   | 0       | 0      | 1      |
| 4      | Rep. Ceca     | 0   | 2       | 1      | 3      |
| 4      | Ungheria      | 0   | 1       | 1      | 2      |
| 6      | Stati Uniti   | 0   | 1       | 0      | 1      |
| 7      | Austria       | 0   | 0       | 1      | 1      |
| Totale | Totale        | 9   | 9       | 9      | 27     |